# Tae-yang-ui hu-ye
Tae-yang-ui hu-ye (태양의 후예?, lett. I discendenti del sole; titolo internazionale Descendants of the Sun) è una serie televisiva sudcoreana del 2016 interpretata da Song Joong-ki, Song Hye-kyo, Jin Goo e Kim Ji-won. Trasmessa su KBS2 dal 24 febbraio al 22 aprile 2016, il mercoledì ed il giovedì alle 22:00 per 16 episodi. La KBS ha poi trasmesso tre episodi speciali aggiuntivi dal 20 aprile al 22 aprile 2016 che contengono gli highlights e le scene migliori della serie, il processo di produzione del drama, il dietro le quinte, commenti dai membri del cast e l'epilogo finale.
La serie è stata un grande successo in Corea del Sud, dove ha avuto un picco d'ascolti del 38.8%, e si è guadagnata la popolarità anche in tutta l'Asia. Ha ricevuto molti premi, come il Gran Premio per la Televisione ai Baeksang Arts Award, ed è stata nominata show più popolare dell'anno dalla Korean Broadcasting Advertising Corporation.

## Trama
Yoo Si-jin è il capitano di un'unità di forze speciali della Corea del Sud. In un giorno di riposo, lui e il sergente maggiore Seo Dae-young atterrano un ladro che, ferito durante la cattura, viene spedito in ospedale. Anche i due militari si recano alla struttura quando Dae-young si rende conto che il suo cellulare è stato rubato. Al pronto soccorso, Si-jin incontra la dottoressa Kang Mo-yeon e si innamora di lei a prima vista. I due iniziano a frequentarsi, ma, dopo alcuni appuntamenti falliti per via del lavoro di lui, convengono che una relazione tra loro non è possibile a causa delle molte diversità di valori e comportamenti. Poco dopo Si-jin parte per guidare i suoi soldati in una missione di pace nello stato balcanico di Urk. Otto mesi più tardi, dopo aver rifiutato le avance sessuali del direttore dell'ospedale, Mo-yeon viene incaricata, per punizione, di dirigere la squadra medica in Urk. Qui, mentre affrontano casi diplomatici, disastri naturali, vari traffici illeciti ed un'epidemia, lei e Si-jin si avvicinano di nuovo.

## Personaggi

### Personaggi principali
- Capitano Yoo Shi-jin (nome in codice Big Boss), interpretato da Song Joong-ki
La guida dell'Alpha Team, un'unità di forze speciali d'élite della Corea del Sud. Proviene da una famiglia di militari e rispetta profondamente suo padre, un sergente maggiore congedato con onore. È un soldato leale disposto a tutto per difendere l'onore della patria, ma nella vita privata è un uomo affabile e spiritoso che ama scherzare.
- Dottoressa Kang Mo-yeon, interpretata da Song Hye-kyo
Chirurga cardiotoracica che lavora all'ospedale Haesung. È una donna sicura di sé che crede che le competenze valgano più delle conoscenze. È salda nei suoi principi e non cade facilmente preda delle sue emozioni, anche se non ha paura di ammettere i suoi errori.
- Sergente capo Seo Dae-young (nome in codice Lupo), interpretato da Jin Goo
Un soldato orgoglioso di proteggere la propria famiglia e la sua patria con le sue mani. Dal momento che si trova più a suo agio in azione che a chiacchierare, ha difficoltà a esprimere i propri sentimenti. È innamorato di Myeong-joo.
- Primo luogotenente Yoon Myeong-joo, interpretata da Kim Ji-won
Medico dell'esercito e figlia del luogotenente generale Yoon, comandante delle forze speciali sudcoreane. È innamorata di Dae-young e non si fa problemi a perseguire ciò che vuole.

### Membri dell'esercito
- Sergente di squadra Choi Woo-geun (nome in codice Snoopy), interpretato da Park Hoon
Componente dell'Alpha Team.
- Sergente di squadra Gong Cheol-ho (nome in codice Harry Potter), interpretato da Choi Woong
Componente dell'Alpha Team.
- Sergente di squadra Im Gwang-nam (nome in codice Piccolo), interpretato da Ahn Bo-hyun
Componente dell'Alpha Team.
- Luogotenente generale Yoon Gil-joon, interpretato Kang Shin-il
Padre di Myeong-joo.
- Tenente colonnello Park Byung-soo, interpretato da Kim Byeong-cheol
- Soldato semplice Kim Ki-bum, interpretato da Kim Min-seok
Un borseggiatore in seguito arruolatosi nell'esercito.

### Medici dell'ospedale Haesung
- Lee Chi-hoon, interpretato da Onew
Medico interno di chirurgia toracica.
- Song Sang-hyun, interpretato da Lee Seung-joon
Chirurgo generale, amico di lunga data di Ja-ae, di cui è innamorato.
- Ha Ja-ae, interpretata da Seo Jeong-yeon
Infermiera del pronto soccorso.
- Choi Min-ji, interpretata da Park Hwan-hee
Infermiera del pronto soccorso.
- Pyo Ji-soo, interpretata da Hyun Jyu-ni
Specialista di patologia e migliore amica di Mo-yeon, costretta su una sedia a rotelle.
- Han Suk-won, interpretato da Tae In-ho
Presidente dell'ospedale Haesung.
- Kim Eun-ji, interpretata da Park Ah-in
Specialista in chirurgia toracica.
- Jang Hee-eun, interpretata da Jo Woo-ri
Medico interno di anestesiologia, moglie di Chi-hoon.

### Altri personaggi
- Daniel Spencer, interpretato da Cho Tae-kwan
Medico in Urk.
- Ri Ye-hwa, interpretata da Jeon Soo-jin
Assistente di Daniel, di origine russa.
- David Agus, interpretato da David Lee McInnis
Ex-capitano della Delta Force, capo di una gang.
- Capo della polizia di Urk, interpretato da Dean Dawson
- Jin Young-soo, interpretato da Jo Jae-yoon
Responsabile dell'impianto fotovoltaico in Urk.
- Kang Min-jae, interpretato da Lee Yi-kyung
Operaio dell'impianto fotovoltaico in Urk.
- Fatima, interpretata da Zyon Barreto
- Valentine, interpretata da Elena Zhernovaia
- Martin, interpretato da David Pipes
Reporter del World Times.
- Luogotenente anziano Ahn Jung-joon, interpretato da Ji Seung-hyun
- Capitano Kim Jin-seok, interpretato da Lee Jong-hyuk
- Lee Han-soo, interpretato da Kwak In-joon
Ministro degli Affari Esteri.
- Jordan, interpretato da Matthew Douma
Capitano della Delta Force.
- Membro della Delta Force, interpretato da Joey Albright
- Yoo Young-geun, interpretato da Jun In-taek
Padre di Yoo Si-jin.

## Produzione
Tae-yang-ui hu-ye fu completamente prodotto prima della trasmissione, discostandosi dalla pratica, che caratterizza la maggioranza dei drama coreani, di girare gli episodi durante la messa in onda. Si trattò del primo progetto scelto da Song Joong-ki dopo aver terminato i due anni di leva militare obbligatoria. I costi di produzione si aggirarono intorno ai 13 miliardi di won.
Inizialmente si dubitava della redditività del drama, giacché una storia che coinvolgesse un soldato poteva non essere sufficiente ad ottenere un alto tasso di successo. Per questo motivo, la SBS fu riluttante a continuare con il progetto, che fu in seguito ceduto alla KBS.
Il soggetto dell aserie, scritto da Kim Won-seok, vinse il Korea Story-Telling Contest del 2011 come miglior opera originale e prevedeva che Yoo Si-jin fosse un dottore appartenente a Medici senza frontiere. La storia venne cambiata quando, al termine del 2014, Kim e il suo rappresentante Seo Woo-sik accettarono che Kim Eun-sook scrivesse la sceneggiatura sotto la loro supervisione.

### Casting
Secondo il programma The List 2016 della tvN, l'attore protagonista Song Joong-ki non fu la prima scelta di sceneggiatori e registi. L'episodio del 6 giugno rivelò che altri quattro attori avevano rifiutato la parte prima di lui: Won Bin, Jo In-sung, Gong Yoo e Kim Woo-bin. Apparentemente gli attori erano scettici nei confronti del taglio di capelli molto corto tipico dell'esercito, si sentivano leggermente a disagio nell'interpretare il ruolo di un soldato e non potevano adattare i propri impegni al fatto che la serie fosse una pre-produzione.

### Riprese
Il 12 giugno 2015, i protagonisti Song Joong-ki e Song Hye-kyo girarono la loro prima scena a Seul. Il 28 settembre, cast e staff partirono per la Grecia, restandoci per circa un mese per girare alcuni episodi cruciali ambientati nello stato fittizio di Urk. Le riprese si svolsero principalmente a Zante, Arachova, Lemno e Navagio. La location che fece da campo base per la brigata di Mowuru in Urk fu la miniera di carbone esaurita Hanbo a Taebaek, mentre le scene del terremoto furono girate principalmente alla Samtan Art Mine nella provincia di Gangwon; altre riprese avvennero al Camp Greaves DMZ Experience Centre di Gyeonggi, un tempo base dell'esercito americano durante la Guerra di Corea. L'ospedale Haesung Hospital è in realtà il St Mary's Hospital di Seul.
Il 25 novembre 2015, fu annunciato che Song Joong-ki si era ferito al braccio girando una scena d'azione due giorni prima. Tornò sul set il 7 dicembre, e intanto si procedette alle riprese delle scene nelle quali la sua presenza non era richiesta. Anche l'epidemia di MERS-CoV in Corea del Sud ostacolò fortemente la produzione.
Le riprese si conclusero la mattina presto del 30 dicembre 2015.

### Rinnovi
Secondo quanto affermato dal responsabile della divisione drama della KBS, Jung Sung-ho, il sequel verrà trasmesso nel 2017 e potrebbe coinvolgere una storia diversa da quella della prima stagione, concentrandosi sui personaggi di Seo Dae-young e Yoon Myeong-joo. Verrà co-prodotto dalla Jidam Inc..

## Accoglienza
Tae-yang-ui hu-ye riuscì ad avere ascolti superiori al 30%, circostanza che non si verificava dalla trasmissione di Haereul pum-eun dal nel 2012. Il successo di Tae-yang-ui hu-ye segnò un cambio di atteggiamento verso i drama pre-prodotti, che aumentarono. Tuttavia, in un'intervista, il co-sceneggiatore di Tae-yang-ui hu-ye Kim Won-seok disse che si sarebbero potute migliorare alcune parti della serie se fosse stata girata durante la trasmissione. Il drama contribuì inoltre a ravvivare la hallyu, la mania per la cultura pop coreana, che era stata in declino negli anni precedenti.
Le aziende pubblicizzate (Laneige, Dal.Komm Coffee, KGC Cheong Kwan Jang Korean Red Ginseng, Subway e Hyundai) registrarono un aumento delle vendite grazie all'apparizione nella serie, tuttavia vennero mosse alcune critiche all'eccessivo product placement, accusato di minare i contenuti e la qualità artistica del drama. Il rossetto "Two Tone Lip Bar" di Laneige indossato da Song Hye-kyo in una scena batté i record di vendita in Corea del Sud e divenne così popolare che andò esaurito sul sito cinese 11th Street dopo quattro giorno dal lancio. Lo stesso prodotto ebbe successo anche a Singapore.

### Ascolti
| Episodio | Data di trasmissione | Dati TNMS           | Dati TNMS                  | Dati AGB            | Dati AGB                   |
| Episodio | Data di trasmissione | A livello nazionale | Area metropolitana di Seul | A livello nazionale | Area metropolitana di Seul |
| -------- | -------------------- | ------------------- | -------------------------- | ------------------- | -------------------------- |
| 1        | 24 febbraio 2016     | 12,6%               | 12,7%                      | 14,3%               | 14,4%                      |
| 2        | 25 febbraio 2016     | 13,5%               | 14,5%                      | 15,5%               | 16,0%                      |
| 3        | 2 marzo 2016         | 21,8%               | 22,7%                      | 23,4%               | 24,6%                      |
| 4        | 3 marzo 2016         | 22,9%               | 23,5%                      | 24,1%               | 25,1%                      |
| 5        | 9 marzo 2016         | 24,6%               | 26,3%                      | 27,4%               | 29,2%                      |
| 6        | 10 marzo 2016        | 25,4%               | 27,6%                      | 28,5%               | 29,8%                      |
| 7        | 16 marzo 2016        | 27,0%               | 28,9%                      | 28,3%               | 30,1%                      |
| 8        | 17 marzo 2016        | 25,9%               | 28,7%                      | 28,8%               | 30,5%                      |
| 9        | 23 marzo 2016        | 29,7%               | 32,3%                      | 30,4%               | 31,0%                      |
| 10       | 24 marzo 2016        | 28,8%               | 31,0%                      | 31,6%               | 33,3%                      |
| 11       | 30 marzo 2016        | 29,1%               | 31,3%                      | 31,9%               | 33,5%                      |
| 12       | 31 marzo 2016        | 31,1%               | 33,9%                      | 33,0%               | 34,3%                      |
| 13       | 6 aprile 2016        | 30,4%               | 33,7%                      | 33,5%               | 35,0%                      |
| 14       | 7 aprile 2016        | 31,1%               | 33,5%                      | 33,0%               | 35,6%                      |
| 15       | 13 aprile 2016       | 31,1%               | 35,6%                      | 34,8%               | 37,5%                      |
| 16       | 14 aprile 2016       | 35,3%               | 40,5%                      | 38,8%               | 41,6%                      |
| Media    | Media                | 26,3%               | 28,5%                      | 28,6%               | 30,1%                      |
| Speciali | 20 aprile 2016       | 15,3%               | 16,6%                      | 17,7%               | 19,5%                      |
| Speciali | 21 aprile 2016       | 12,3%               | 13,9%                      | 13,6%               | 14,7%                      |
| Speciali | 22 aprile 2016       | 10,9%               | 11,8%                      | 12,2%               | 13,2%                      |

## Colonna sonora
CD 1
1. Yoon Mi-rae – Always – 3:25
2. Chen e Punch – Everytime – 3:08
3. Davichi – This Love (이 사랑) – 3:46
4. Gummy – You Are My Everything – 4:00
5. Kim Na-young feat. Mad Clown – Once Again (다시 너를) – 3:55
6. AA.VV. – Save The Day – 3:20
7. AA.VV. – Mission Part 1 – 4:25
8. AA.VV. – Time Is Running Out – 3:29
9. AA.VV. – Hidden Genius – 4:53
10. AA.VV. – Endless War – 2:48
11. AA.VV. – My Everything – 2:54
12. AA.VV. – Heart Break – 4:16
13. AA.VV. – Military Dignity – 2:08
14. AA.VV. – Mission Part 2 – 6:14
15. AA.VV. – I Love You – 2:53
16. AA.VV. – Aroma – 1:56
17. AA.VV. – War Of Tomorrow – 3:58
18. AA.VV. – The Lover – 3:25
19. Gummy – You're My Everything (English ver.) – 4:00

CD 2
1. K.Will – Talk Love (말해! 뭐해?) – 3:37
2. Lyn – With You – 4:15
3. SG Wannabe – By My Side (사랑하자) – 3:46
4. MC the Max – Wind Beneath Your Wings (그대, 바람이 되어) – 3:55
5. XIA (Junsu) – How Can I Love You – 4:20
6. AA.VV. – No More War – 3:52
7. AA.VV. – Always I Love You – 2:42
8. AA.VV. – Fighter – 2:32
9. AA.VV. – Mission2 - Epic Tension – 4:45
10. AA.VV. – Lonely Road – 4:18
11. AA.VV. – Vital Fantasy – 3:01
12. AA.VV. – Love You 2 – 2:58
13. AA.VV. – Don't Forget Me – 3:30
14. AA.VV. – Time Is Running Out (Ver. 2) – 3:41
15. AA.VV. – Attention (Mission ver.) – 3:25
16. AA.VV. – Move Forward – 3:41
17. AA.VV. – Freedom – 3:40
18. AA.VV. – Attention O.R.I – 1:51

## Riconoscimenti
| Anno | Premio                                              | Categoria                                     | Ricevente                     | Risultato       |
| ---- | --------------------------------------------------- | --------------------------------------------- | ----------------------------- | --------------- |
| 2016 | Baeksang Arts Awards                                | Grand Prize (TV)                              | Tae-yang-ui hu-ye             | Vincitore/trice |
| 2016 | Baeksang Arts Awards                                | Best Drama                                    | Tae-yang-ui hu-ye             | Candidato/a     |
| 2016 | Baeksang Arts Awards                                | Best Director (TV)                            | Lee Eung-bok, Baek Sang-hoon  | Candidato/a     |
| 2016 | Baeksang Arts Awards                                | Best Actor (TV)                               | Song Joong-ki                 | Candidato/a     |
| 2016 | Baeksang Arts Awards                                | Best Actress (TV)                             | Song Hye-kyo                  | Candidato/a     |
| 2016 | Baeksang Arts Awards                                | Best Scriptwriter (TV)                        | Kim Eun-sook, Kim Won-seok    | Candidato/a     |
| 2016 | Baeksang Arts Awards                                | Most Popular Actor (TV)                       | Song Joong-ki                 | Vincitore/trice |
| 2016 | Baeksang Arts Awards                                | Most Popular Actor (TV)                       | Jin Goo                       | Candidato/a     |
| 2016 | Baeksang Arts Awards                                | Most Popular Actress (TV)                     | Song Hye-kyo                  | Vincitore/trice |
| 2016 | Baeksang Arts Awards                                | Most Popular Actress (TV)                     | Kim Ji-won                    | Candidato/a     |
| 2016 | Baeksang Arts Awards                                | iQiyi Global Star Award                       | Song Joong-ki                 | Vincitore/trice |
| 2016 | Baeksang Arts Awards                                | iQiyi Global Star Award                       | Song Hye-kyo                  | Vincitore/trice |
| 2016 | Baeksang Arts Awards                                | iQiyi Global Star Award                       | Jin Goo                       | Candidato/a     |
| 2016 | Baeksang Arts Awards                                | iQiyi Global Star Award                       | Kim Ji-won                    | Candidato/a     |
| 2016 | Scene Stealer Festival                              | Scene Stealer Award (Male)                    | Lee Seung-joon                | Vincitore/trice |
| 2016 | Scene Stealer Festival                              | Scene Stealer Award (Male)                    | Jo Jae-yoon                   | Vincitore/trice |
| 2016 | Scene Stealer Festival                              | Newcomer Scene Stealer Award (Male)           | Onew                          | Vincitore/trice |
| 2016 | Indonesian Television Awards                        | Special Award                                 | Jin Goo                       | Vincitore/trice |
| 2016 | Korean Broadcasting Grand Prize                     | Best Drama                                    | Tae-yang-ui hu-ye             | Vincitore/trice |
| 2016 | Seoul International Drama Awards                    | Excellent Korean Drama                        | Tae-yang-ui hu-ye             | Vincitore/trice |
| 2016 | Seoul International Drama Awards                    | Outstanding Korean Actor                      | Song Joong-ki                 | Vincitore/trice |
| 2016 | Seoul International Drama Awards                    | Outstanding Korean Drama OST                  | Gummy (You Are My Everything) | Vincitore/trice |
| 2016 | APAN Star Awards                                    | Grand Prize (Daesang)                         | Song Joong-ki                 | Vincitore/trice |
| 2016 | APAN Star Awards                                    | Grand Prize (Daesang)                         | Song Hye-kyo                  | Candidato/a     |
| 2016 | APAN Star Awards                                    | Drama of the Year                             | Tae-yang-ui hu-ye             | Vincitore/trice |
| 2016 | APAN Star Awards                                    | Top Excellence Award, Actor in a Miniseries   | Song Joong-ki                 | Candidato/a     |
| 2016 | APAN Star Awards                                    | Top Excellence Award, Actress in a Miniseries | Song Hye-kyo                  | Candidato/a     |
| 2016 | APAN Star Awards                                    | Best Supporting Actor                         | Lee Seung-joon                | Candidato/a     |
| 2016 | APAN Star Awards                                    | Best Supporting Actor                         | Jin Goo                       | Vincitore/trice |
| 2016 | APAN Star Awards                                    | Best Supporting Actress                       | Kim Ji-won                    | Vincitore/trice |
| 2016 | APAN Star Awards                                    | Best New Actor                                | Kim Min-seok                  | Candidato/a     |
| 2016 | APAN Star Awards                                    | Best APAN Star Award                          | Song Joong-ki                 | Vincitore/trice |
| 2016 | APAN Star Awards                                    | Best Couple Award                             | Song Joong-ki e Song Hye-kyo  | Vincitore/trice |
| 2016 | APAN Star Awards                                    | Best Couple Award                             | Jin Goo e Kim Ji-won          | Candidato/a     |
| 2016 | Korea Drama Awards                                  | Grand Prize (Daesang)                         | Song Joong-ki                 | Candidato/a     |
| 2016 | Korea Drama Awards                                  | Best Drama                                    | Tae-yang-ui hu-ye             | Vincitore/trice |
| 2016 | Korea Drama Awards                                  | Best Drama Writer                             | Kim Eun-sook                  | Candidato/a     |
| 2016 | Korea Drama Awards                                  | Excellence Award, Actor                       | Jo Jae-yoon                   | Vincitore/trice |
| 2016 | Korea Drama Awards                                  | Best New Actor                                | Kim Min-seok                  | Candidato/a     |
| 2016 | Korea Drama Awards                                  | Best Original Soundtrack                      | Gummy (You Are My Everything) | Candidato/a     |
| 2016 | Korean Advertisers Association Awards               | Best Drama                                    | Tae-yang-ui hu-ye             | Vincitore/trice |
| 2016 | Asia Artist Awards                                  | Grand Prize (Daesang), Drama                  | Song Joong-ki                 | Candidato/a     |
| 2016 | Asia Artist Awards                                  | Best Artist Award, Actress                    | Song Hye-kyo                  | Candidato/a     |
| 2016 | Asia Artist Awards                                  | Best Celebrity Award, Actor                   | Jin Goo                       | Vincitore/trice |
| 2016 | Asia Artist Awards                                  | Best Celebrity Award, Actress                 | Kim Ji-won                    | Vincitore/trice |
| 2016 | Asia Artist Awards                                  | Best Rookie Award, Actress                    | Park Hwan-hee                 | Candidato/a     |
| 2016 | Asia Artist Awards                                  | Best OST Award                                | Gummy (You Are My Everything) | Vincitore/trice |
| 2016 | Asia Artist Awards                                  | Popularity Award, Actor                       | Song Joong-ki                 | Candidato/a     |
| 2016 | Asia Artist Awards                                  | Popularity Award, Actress                     | Song Hye-kyo                  | Candidato/a     |
| 2016 | Asia Artist Awards                                  | Popularity Award, Actress                     | Kim Ji-won                    | Candidato/a     |
| 2016 | Melon Music Awards                                  | Best OST                                      | Gummy (You Are My Everything) | Candidato/a     |
| 2016 | Melon Music Awards                                  | Best OST                                      | Yoon Mi-rae (Always)          | Vincitore/trice |
| 2016 | Melon Music Awards                                  | Best OST                                      | Davichi (This Love))          | Candidato/a     |
| 2016 | Mnet Asian Music Awards                             | Best OST                                      | Davichi (This Love))          | Candidato/a     |
| 2016 | Asian Television Awards                             | Best Drama Series                             | Tae-yang-ui hu-ye             | Vincitore/trice |
| 2016 | Korean Popular Culture and Arts Awards              | Presidential Award                            | Song Joong-ki                 | Vincitore/trice |
| 2016 | Korean Popular Culture and Arts Awards              | Presidential Award                            | Song Hye-kyo                  | Vincitore/trice |
| 2016 | Grimae Awards                                       | Grand Prize (Daesang)                         | Kim Si-hyung, Uhm Jun-sung    | Vincitore/trice |
| 2016 | KBS Drama Awards                                    | Grand Prize (Daesang)                         | Song Joong-ki                 | Vincitore/trice |
| 2016 | KBS Drama Awards                                    | Grand Prize (Daesang)                         | Song Hye-kyo                  | Vincitore/trice |
| 2016 | KBS Drama Awards                                    | Top Excellence Award, Actor                   | Song Joong-ki                 | Candidato/a     |
| 2016 | KBS Drama Awards                                    | Top Excellence Award, Actress                 | Song Hye-kyo                  | Candidato/a     |
| 2016 | KBS Drama Awards                                    | Excellence Award, Actor in a Miniseries       | Song Joong-ki                 | Candidato/a     |
| 2016 | KBS Drama Awards                                    | Excellence Award, Actor in a Miniseries       | Jin Goo                       | Candidato/a     |
| 2016 | KBS Drama Awards                                    | Excellence Award, Actress in a Miniseries     | Song Hye-kyo                  | Candidato/a     |
| 2016 | KBS Drama Awards                                    | Excellence Award, Actress in a Miniseries     | Kim Ji-won                    | Vincitore/trice |
| 2016 | KBS Drama Awards                                    | Best Supporting Actor                         | Jo Jae-yoon                   | Candidato/a     |
| 2016 | KBS Drama Awards                                    | Best Supporting Actress                       | Seo Jeong-yeon                | Candidato/a     |
| 2016 | KBS Drama Awards                                    | Best New Actor                                | Kim Min-seok                  | Candidato/a     |
| 2016 | KBS Drama Awards                                    | Best New Actor                                | Onew                          | Candidato/a     |
| 2016 | KBS Drama Awards                                    | Best New Actress                              | Kim Ji-won                    | Vincitore/trice |
| 2016 | KBS Drama Awards                                    | Best Screenwriter                             | Kim Eun-sook, Kim Won-seok    | Vincitore/trice |
| 2016 | KBS Drama Awards                                    | Netizen Award                                 | Song Joong-ki                 | Candidato/a     |
| 2016 | KBS Drama Awards                                    | Netizen Award                                 | Song Hye-kyo                  | Candidato/a     |
| 2016 | KBS Drama Awards                                    | Best Couple Award                             | Song Joong-ki e Song Hye-kyo  | Vincitore/trice |
| 2016 | KBS Drama Awards                                    | Best Couple Award                             | Jin Goo e Kim Ji-won          | Vincitore/trice |
| 2016 | KBS Drama Awards                                    | Asia Best Couple Award                        | Song Joong-ki e Song Hye-kyo  | Vincitore/trice |
| 2017 | Golden Disk Awards                                  | Best OST                                      | Gummy (You Are My Everything) | Vincitore/trice |
| 2017 | Seoul Music Award                                   | OST Award                                     | Gummy (You Are My Everything) | Vincitore/trice |
| 2017 | Korean Producer Awards                              | Best Performer Award                          | Song Joong-ki                 | Vincitore/trice |
| 2017 | Korea Communications Commission Broadcasting Awards | Grand Prize for Excellence in Production      | Tae-yang-ui hu-ye             | Vincitore/trice |

## Distribuzioni internazionali
| Paese          | Canale/i                | Prima TV                    | Titolo adottato        |
| -------------- | ----------------------- | --------------------------- | ---------------------- |
| Cina           | iQiyi                   | aprile 2016                 | 太陽的後裔             |
| Hong Kong      | ViuTV                   | 6 aprile-13 maggio 2016     | 太陽的後裔             |
| Hong Kong      | Now Entertainment       | 26 maggio-21 giugno 2016    | 太陽的後裔             |
| Taiwan         | ETTV                    | 16 giugno-18 luglio 2016    | 太陽的後裔             |
| Taiwan         | TTV                     | 17 luglio-2 ottobre 2016    | 太陽的後裔             |
| Taiwan         | Multimedia On Demand    | 2 settembre 2016-?          | 太陽的後裔             |
| Vietnam        | HTV2                    | 21 aprile 2016-?            | Hậu duệ mặt trời       |
| Thailandia     | Channel 7               | 7 maggio 2016-?             | ชีวิตเพื่อชาติ รักนี้เพื่อเธอ    |
| Malaysia       | 8TV                     | 19 giugno-19 agosto 2016    | 太陽的後裔             |
| Malaysia       | Astro AEC               | 5-26 ottobre 2017           | 太陽的後裔             |
| Filippine      | GMA Network             | 25 luglio-16 settembre 2016 | Descendants of the Sun |
| Indonesia      | RCTI                    | 25 luglio 2016-?            | Descendants of the Sun |
| Cambogia       | Hang Meas HDTV          | 5 agosto 2016-?             | រឿងភាគកូរ៉េ "ម្ចាស់ព្រះអាទិត្យ      |
| Grecia         | TV100                   | 12 dicembre 2016-?          |                        |
| Perù           | Panamericana Televisión | 10 aprile 2017-?            | Descendientes del sol  |
| Cile           | ETC                     | 26 giugno 2017-?            | Descendientes del sol  |
| America Latina | Netflix                 | ?                           | Descendientes del sol  |